# بوصه، قنا
بوصه (به عربی: البوصة)، روستایی از توابع نجع حمادی در استان قنا و کشور مصر است.

## جمعیت
براساس سرشماری سال ۲۰۰۶ مصر، جمعیت آن ۳۲۷۶ نفر(۱۶۵۲ مرد و ۱۶۲۴ زن) بوده‌است.